# Ліаліс джикарійський
Ліаліс джикарійський (Lialis jicari) — представник роду Ліаліс родини Лусконогові. Інша назва «Новогвінейський ліаліс».

## Опис
Загальна довжина сягає до 70 см. Шкіра має рожеве, жовте, оливкове забарвлення. Голова дещо загострена та витягнута, проте не настільки як у смугастого ліаліса. Тулуб й голова вкрита дрібною лускою. Від задніх лап збереглися ледве помітні вирости з обох боків анального отвору. Передніх кінцівок нема. Має гострі зуби, які відігнуті назад. Повіки зрослися, і для очищення очей використовує довгий язик. Зовнішній вушний отвір добре помітно, він має овальну форму.

## Спосіб життя
Полюбляє тропічні ліси. Пересувається досить швидко по суходолу. Активний уранці та ввечері. Харчується переважно сцинками, які становлять 95 % раціону.
Це яйцекладні лусконоги. Самиця джикарійського ліаліса зазвичай відкладає 2 яйця.

## Розповсюдження
Це ендемік о.Нова Гвінея. Мешкає на невеличкій території, яка належить Індонезії — Джикарі. звідси його назва.